# Jõe
Koordinaten: 58° 27′ N, 23° 1′ O
Jõe ist ein Dorf (estnisch küla) auf der größten estnischen Insel Saaremaa. Es gehört zur Landgemeinde Saaremaa (bis 2017: Landgemeinde Laimjala) im Kreis Saare. Jõe ist nicht zu verwechseln mit Kaarma-Jõe, das ebenfalls auf der Insel Saaremaa liegt und bis 2017 Jõe hieß.
Das Dorf hat 34 Einwohner (Stand 31. Dezember 2011).